# هلبة الكبريت الناصعة
هلبة الكبريت الناصعة (الاسم العلمي:Thiothrix nivea) هي نوع من البكتيريا تتبع جنس هلبة الكبريت من فصيلة هلبات الكبريت.